# Slaughter (US-amerikanische Band)
Slaughter ist eine amerikanische Hard-Rock-Band aus Las Vegas, Nevada. Die Band hatte zu Beginn der 1990er Jahre einige Hitsingles in Amerika und avancierte mit ihren ersten beiden Alben zu einer der letzten erfolgreichen Hair-Metal-Bands, bevor die Grunge-Welle die Rocklandschaft nachhaltig veränderte.

## Geschichte
Slaughter ging 1989 aus der Gruppe Vinnie Vincent Invasion, der Band des ehemaligen Kiss-Gitarristen, hervor: Dana Strum war Gründungsmitglied der Band gewesen, Mark Slaughter stieß unmittelbar nach der Veröffentlichung des Debütalbums zur Gruppe. Bereits während der Aufnahmen zum zweiten Album All Systems Go 1988 wurde auf Drängen der Plattenfirma (Chrysalis Records) das Image der Gruppe korrigiert: Mark Slaughter sollte statt des Bandgründers Vinnie Vincent zukünftig die Interviews führen, die Aufmerksamkeit wurde zugunsten eines Band-Images von Vinnie Vincent weggeführt. Nach der Tournee zum zweiten Album löste sich die Band am 26. August 1988 auf; Vincent verlor 1989 seinen Plattenvertrag.
Slaughter und Strum gründeten ihre eigene Band und holten den Gitarristen Timothy Kelly und Schlagzeuger Blas Elias zur Gruppe, die ihren Plattenvertrag ebenfalls bei Chrysalis erhielt. Die Danksagungen in den Produktionsnotizen deuten auf eine frühzeitige Unterstützung seitens der Plattenfirma zur Bandgründung hin: Die Gruppe bedankte sich für „drei Jahre Unterstützung“ bei Chrysalis Records.
Das 1990 veröffentlichte Debütalbum Stick It to Ya wurde aus dem Stand zu einem Erfolg für die Band. Slaughter tourten als Support für Kiss auf ihrer US-Tour, eine Europatour als Support für Cinderella wurde wegen des Irak-Krieges abgesagt. Die Singles Up All Night und Fly to the Angels platzierten sich in den Top 40 der US-Charts und Slaughter schafften es mit acht Videos auf Platz 1 der MTV-Charts. Stick It to Ya wurde mit Doppel-Platin ausgezeichnet. Aufgrund des Erfolges veröffentlichte die Plattenfirma ein Mini-Live-Album namens Stick It to Ya Live, welches fünf Songs enthält.
Das zweite Album The Wild Life erschien 1992 und landete auf Platz acht der Billboard-Charts. Slaughter tourten mit Ozzy Osbourne durch die USA, doch der Grunge-Boom veränderte die Musiklandschaft praktisch über Nacht. So spielte MTV die Videos der Band nicht mehr und das zweite Album verkaufte sich dadurch nicht so gut wie das Debüt. Trotzdem tourte die Band in den folgenden Jahren stoisch weiter.
Das 1995 veröffentlichte Album Fear No Evil konnte nicht mehr an den Erfolg der alten Tage anknüpfen und kam nur noch gerade so eben in die Billboard 200. Revolution (1997) präsentierte die Band in einem 1960er Psychedelic-Anstrich und erkundete neue musikalische Pfade. Auch dieses Album floppte. Am 5. Februar 1998 starb Gitarrist Tim Kelly bei einem Verkehrsunfall, als er mit einem ausscherenden Lastwagen kollidierte.
Die Band befand sich zu dieser Zeit gerade im Studio, um am nächsten Album Back to Reality zu arbeiten. Die Aufnahmen wurden mit dem Aushilfsgitarristen Jeff Blando fertiggestellt. Ende 1998 absolvierten Slaughter zusammen mit Firehouse, Warrant und Quiet Riot die Rock Never Stops Tournee durch die USA. Das Album erschien 1999.
2001 waren Slaughter erneut auf Tournee und spielten mit Vince Neil, Vixen und Ratt die Voices-of-Metal-Tour. Erneut spielte Jeff Blando Gitarre. Im selben Jahr stand Schlagzeuger Blas Elias für den Hollywood-Film Rock Star (mit Mark Wahlberg und Jennifer Aniston) vor der Kamera, in dem er den Drummer der fiktiven Band Blood Pollution spielte. Slaughter bekamen 2001 mehr Airplay als in den kompletten fünf Jahren zuvor. Im selben Jahr spielten sie mit Whitesnake, Warrant und Winger erneut auf der Rock-Never-Stops-Tour. Im Jahr 2004 absolvierte die Band eine weitere US-Tour.

## Diskografie

### Studioalben
- 1990: Stick It to Ya
- 1992: The Wild Life
- 1995: Fear No Evil
- 1997: Revolution
- 1999: Back to Reality

### Livealben und Kompilationen
- 1991: Stick It to Ya Live (Live)
- 1995: Mass Slaughter (Best of)
- 1998: Eternal Live (Live)
- 2002: Then and Now (Kompilation)
- 2022: Ecstasy (Live 1991) (Download-Album)

### Singles und EPs
- 1990: Spend My Life
- 1990: Up All Night
- 1990: Fly to the Angels
- 1992: Real Love
- 1996: Hard Times (EP)
- 1997: American Pie

### Videoalben
- 1991: From The Beginning (US: Gold)
- 1992: The Wild Life - Home Video (US: Gold)